# Isatxa Mengíbar
María Isabel Mengíbar Martínez de Goñi, conocida como Isatxa Mengíbar (15 de octubre de 1968) es una actriz de doblaje española conocida principalmente por su doblaje de Lisa Simpson en Los Simpson. Es hija de la actriz María del Carmen Goñi. 
Ha protagonizado doblajes en series y películas de animación. En series de TV ha sido la voz habitual de Soleil Moon Frye, como Penélope en Punky Brewster, Roxie en Sabrina, cosas de brujas, Jade en Bratz y Robin en Salvados por la campana. En South Park es la voz del personaje Wendy Testaburger.

## Doblaje en series de animación
- Los Simpson - Lisa Simpson.
- Las Chicas Gilmore - Rory Gilmore
- Rugrats: Aventuras En Pañales - Angelica Pickles.
- South Park - Wendy Testaburger / Ike Broflovski.
- El intrépido Batman - Black Canary.
- Kid vs. Kat - Millie Burtonburger.
- Sanjay y Craig - Sandy Dickson.
- Martin Mystery - Diana Lombard.
- Pipi Calzaslargas - Pipi.
- Los osos amorosos - Osito sorpresa.
- Peppa Pig - Chloe.
- Pinky:st. - Tina.
- Gárgolas: Héroes Mitológicos - Kim.
- El Tigre: Las aventuras de Manny Rivera - Frida Suárez.
- Bratz - Jade.
- Patoaventuras - Jorgito / Juanito / Jaimito.
- Aaahh! Monstruos - Oblina.
- Rocket Power - Reggie Rocket.
- El Laboratorio de Dexter - Dee Dee.
- El Tritón de Ned - Linda.
- Jelly Jamm - Mina.
- Phineas y Ferb - Mandy.
- El Show De Cleveland - Roberta Tubbs.
- Más Grandes y Traviesos - Nicole Boscarelli.
- Pigi y sus Amigos - Dannan O'Mallard.
- Sabrina - Priscilla Pocionson.
- Los Descendientes: Wicked World - Freddie.
- Bob's Burgers -  Louise Belcher.
- W.I.T.C.H. -  Bess Grumper.
- Arcane - Jinx
- Clanners - eCocó / Perlita